# Pretty Good Privacy
Pretty Good Privacy (PGP) er et datakryptering- og dekrypterings computerprogram, der giver kryptografisk privatbeskyttelse og autentificering for datakommunikation. PGP bruges ofte til at underskrive elektronisk, og kan kryptere og dekryptere e-mails for at øge sikkerheden i e-mail kommunikation. Det blev skabt af Philip Zimmermann i 1991.
PGP og lignende produkter følger OpenPGP standarden ( RFC 4880 ) til kryptering og dekryptering af data.
Programmet er af meget høj kvalitet, og har udløst utallige juridiske problemer mellem Phil Zimmermann og NSA[kilde mangler]. Systemet er en kombination af asymmetrisk og symmetrisk kryptering, hvor den asymmetriske kryptering benyttes til at kryptere en længere (tilfældigt genereret) symmetrisk nøgle, der vedlægges beskeden. Grunden til denne tilgang er, at asymmetrisk kryptering er meget langsommere end symmetrisk kryptering.